# Hans Krebs (general)
Hans Krebs   (Jihlava, 26 d'abril de 1888 - Praga, 15 de febrer de 1947) va ser un alemany de Txecoslovàquia membre del partit Nazi i de les SS-Brigadeführer.

## Biografia
Krebs nasqué a Iglau (actualment anomenada Jihlava) a Moràvia. Des de la seva jovenesa va estar implicat en el nacionalisme alemany.
Durant la Primera Guerra Mundial Krebs va ser voluntari en l'exèrcit austrohongarès. Després de la guerra, a la recent formada Txecoslovàquia, Krebs es va implicar en el partit nazi i va ser editor del periòdic Iglauer Volkswehr. Iglau es va convertir en l'enclavament més gran de parlants d'alemany dins Txecoslovàquia.
Krebs va ser membre del Parlament txec, però l'any 1933 va ser empresonat però es va escapar a Alemanya. A la dècada de 1930 va escriure dos llibres sobre la qüestió dels sudets: Kampf in Böhmen (Berlin, 1936); Wir Sudetendeutsche (Berlin, 1937).
Krebs tornà a Moràvia el 1939 i participà en la persecució als oponents al nazisme.
Després de la guerra, Krebs va ser executat pel govern txecoslovac a Praga l'any 1947.